# Repcelepke
A repcelepke (Pieris napi) a rovarok (Insecta) osztályának lepkék (Lepidoptera) rendjébe, ezen belül a fehérlepkék (Pieridae) családjába tartozó faj.

## Előfordulása
A repcelepke elterjedési területe egész Európa, a legtávolabbi sarki térségek kivételével. Az atlanti-óceáni szigeteken és Krétán hiányzik. A nem veszélyeztetett fajok közé tartozik; általánosan gyakori és mindenütt látható.

## Alfajai
- Pieris napi adalwinda
- Pieris napi atlantis
- Pieris napi britannica
- Pieris napi carlosi
- Pieris napi hulda
- Pieris napi japonica
- Pieris napi kaszabi
- Pieris napi keskuelai
- Pieris napi lappone
- Pieris napi lusitanica
- Pieris napi maura
- Pieris napi melaena
- Pieris napi meridionalis
- Pieris napi migueli
- Pieris napi mogollon
- Pieris napi muchei
- Pieris napi napi
- Pieris napi napoleon
- Pieris napi pallidisima
- Pieris napi pseudobryonaie
- Pieris napi santateresae
- Pieris napi segonzaci

## Megjelenése
Elülső szárnya 2–2,5 centiméter hosszú. A tavaszi és nyári alakok nagysága és színezete is eltérő, a nyári alak 2,5 centiméter hosszú elülső szárnyával jóval nagyobb. A nemek is eltérő színűek, a legfontosabb különbségek itt is a színek élénkségében, a pikkelyezettség kiterjedésében, valamint az elülső szárny külső szegélyén levő fekete folt méretében érhetők tetten. A nőstény elülső szárnyán fölül rendszerint két petty van; a hímén csak egy. A hátulsó szárny fonákjának alapszíne citromsárga, és fontos határozó bélyege az erek melletti zöldes- vagy barnásszürke hintés. Számos színváltozata ismert; sárga alakja, a f. flava.

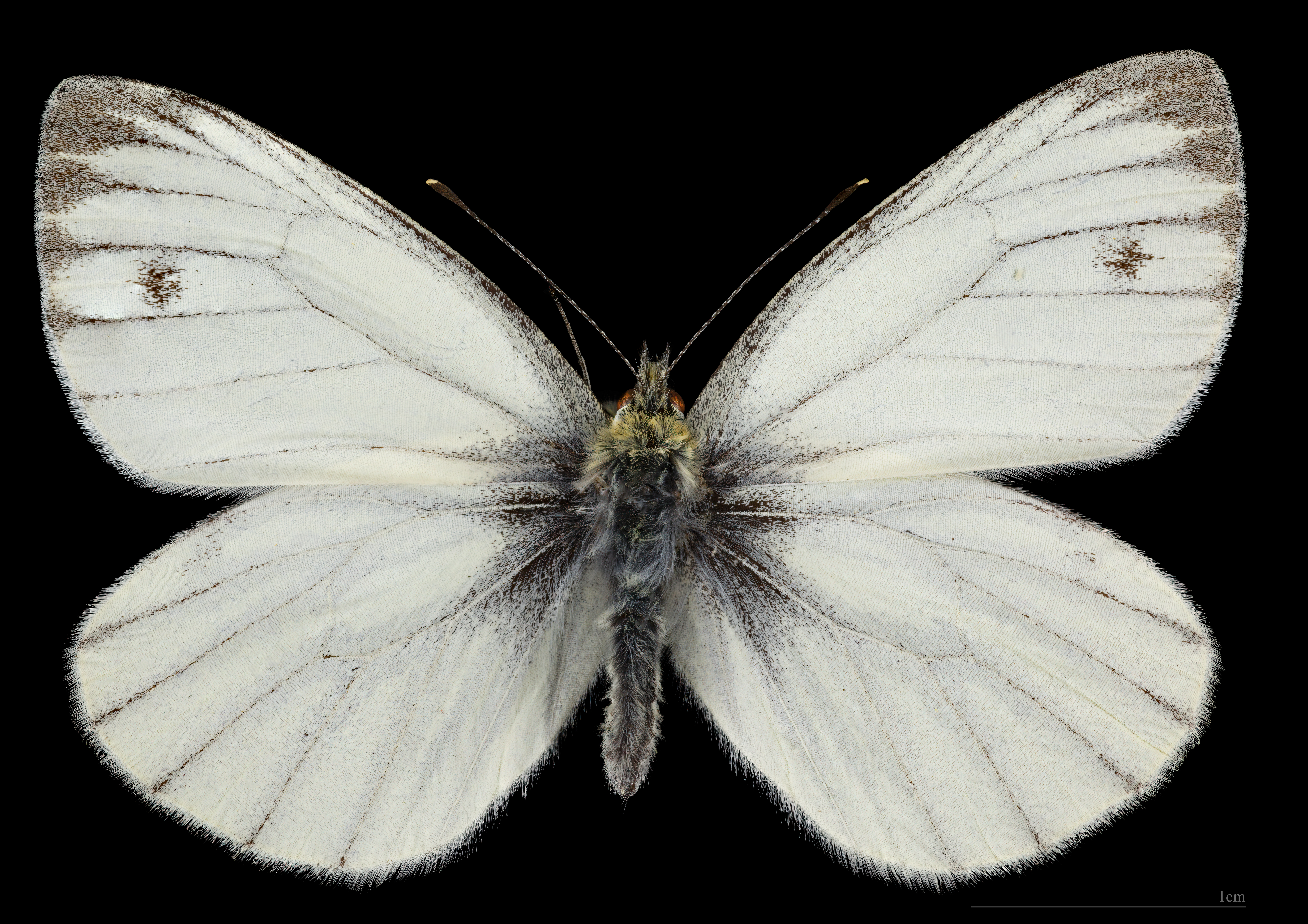
Pieris napi ♂
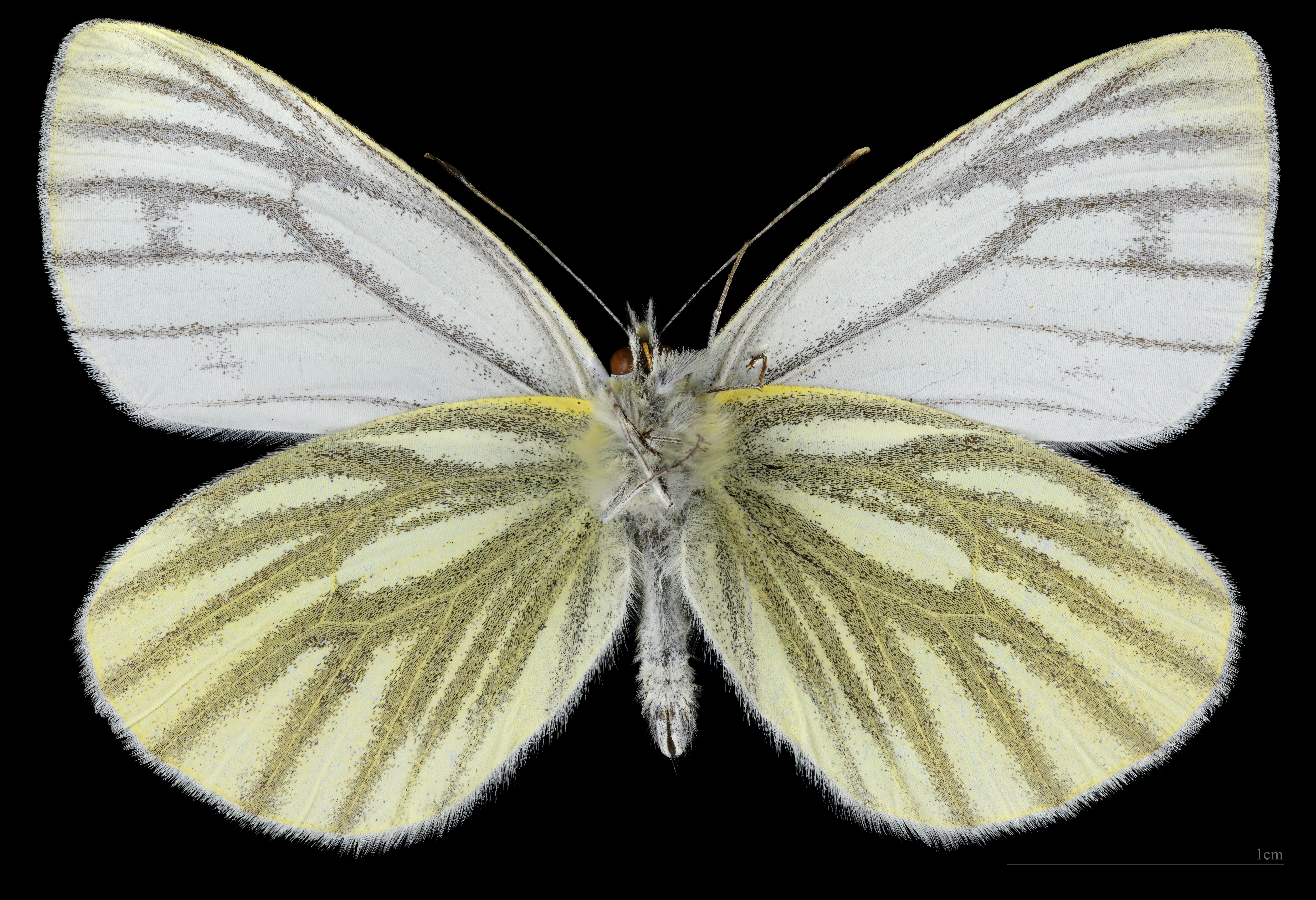
Pieris napi  ♂  △
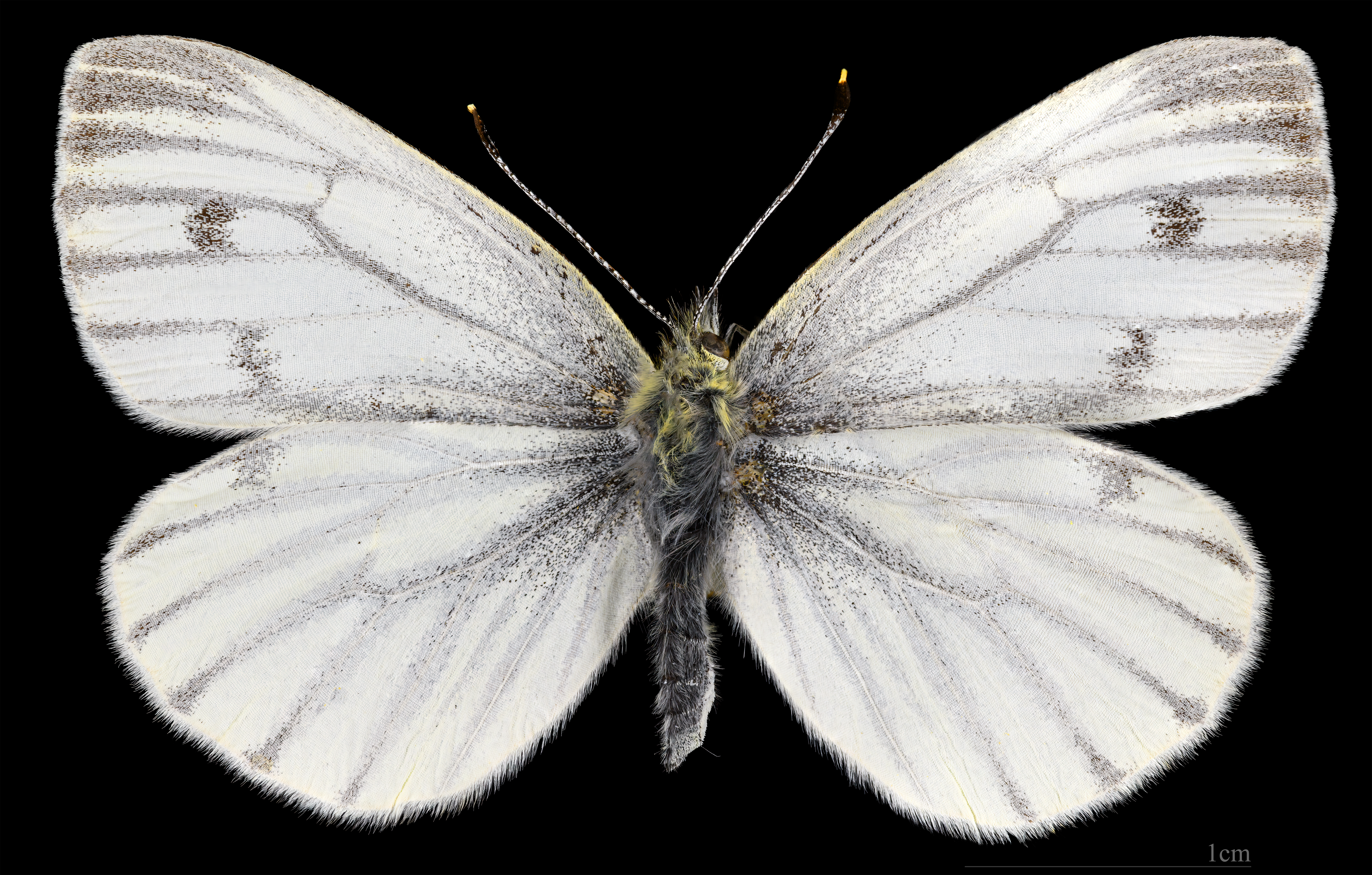
Pieris napi  ♀
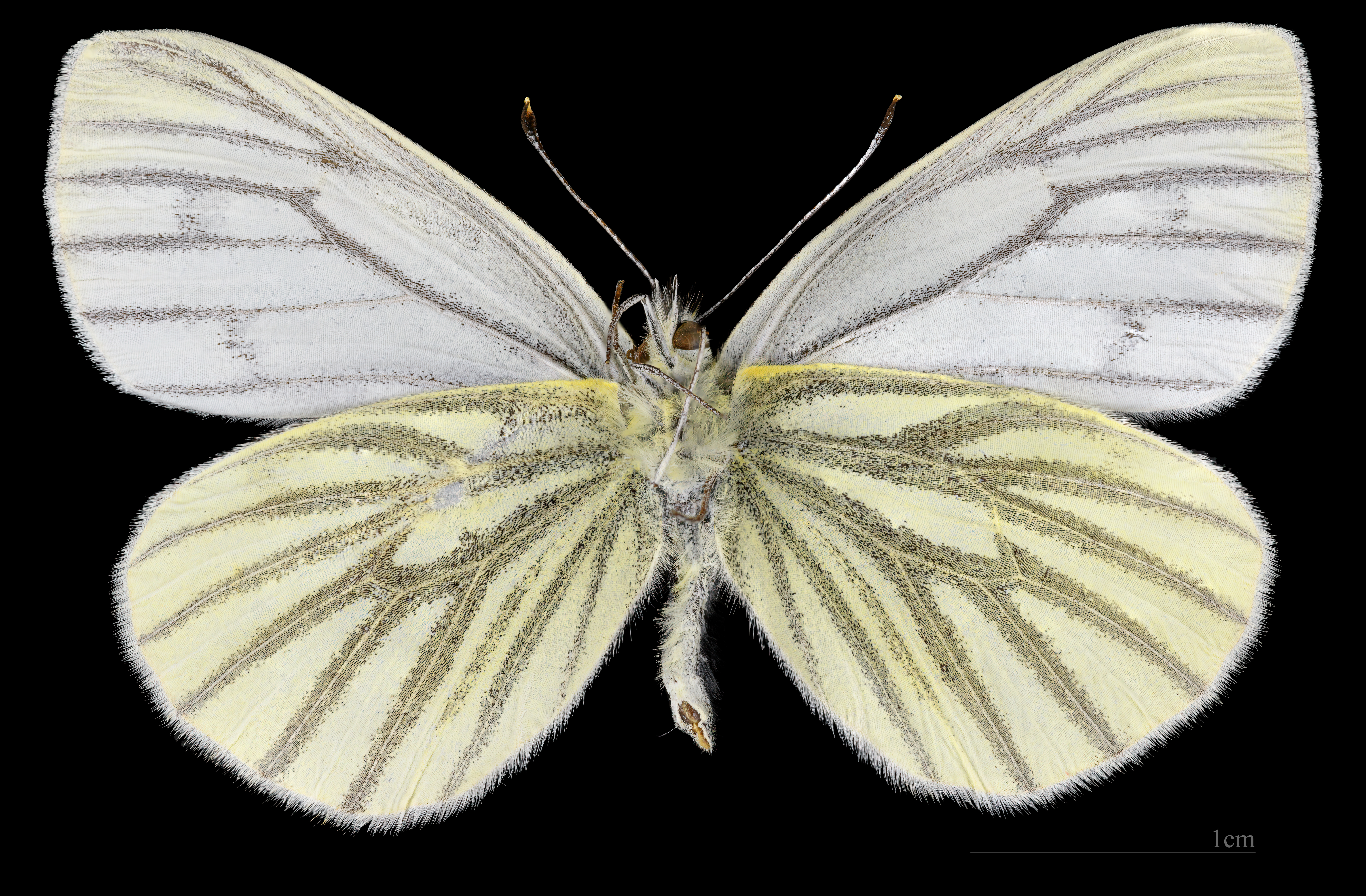
Pieris napi  ♀ △

## Életmódja
A repcelepke nyílt területek lakója, ahol a nyirkos helyeket különösen kedveli, továbbá erdei réteken vagy bokros lejtőkön is megtalálható. A répalepkéhez hasonlóan vízigényes faj. A hegyvidékeken 2000 méter magasságig hatol fel.

## Szaporodása
A repcelepkének évente három nemzedéke van, közülük a III. csak meleg, napos években vagy melegebb területeken (például Magyarországon) fejlődik ki tökéletesen. Az I. nemzedék márciustól május végéig, a II. június–júliusban, a III. pedig augusztustól október végéig repül. Késő ősszel már alig találunk aktív lepkéket. Az I. nemzedék hernyói augusztus–szeptemberben, a II. júniusban, a III. pedig augusztusban láthatók. A hernyó tompazöld színű, felül fekete szőrű mirigypontokkal. A légzőnyílások (stigmák) szegélye sárga. A hernyók különböző keresztesvirágúakon élnek, így a repcén (Brassica napus), a kakukktormán (Cardamine), a vízitormán (Nasturtium), a toronyszálon (Turritis), az ikravirágon (Arabis), a kányazsomboron (Alliaria) és más lágy szárú növényeken. Olykor tömegesen elszaporodva komoly károkat okoznak. Bábja halvány szürkészöld, fekete pontokkal, az áttelelő bábok fehéresek, rajzolat alig található rajtuk. A báb övszerű szállal növények szárához rögzítve telel át.